# Latin jazz
Latin jazz er en fællesbetegnelse for musik der kombinerer rytmer fra afrikanske og latinamerikanske lande med jazz og klassiske harmonier fra Latinamerika, Caribien, Europa og USA.